# Манойлеску, Михаил
Михаил Манойлеску (рум. Mihail Manoilescu; 9 декабря 1891, Текуч — 30 декабря 1950, тюрьма Сигет) — румынский политический и государственный деятель, дипломат, банкир
, экономист и публицист, министр иностранных дел Румынии (4 июля 1940—4 сентября 1940).

## Биография
Представитель старой аристократической семьи из Молдавии. Рано осиротел. В 1915 году окончил Политехнический университет Бухареста, по специальности инженер. В том же году начал свою политическую деятельность. Участник Первой мировой войны.
В 1926—1927 годах работал заместителем госсекретаря, занимался финансовой политикой государства. В 1927 году, после захвата власти Каролем II, был ненадолго арестован. В 1929 году он опубликовал «Теорию протекционизма и международного обмена», которая стала основой его экономических концепций.
В 1931 году недолго управлял Национальным банком Румынии. В 1930-е годы поддерживал политику «Железной гвардии», стал одним из идеологов румынского корпоративизма.
С июля по сентябрь 1940 года в обстановке кризиса после присоединения Бессарабии и Северной Буковины к СССР занимал пост министра иностранных дел Королевства Румыния. После массовых протестов населения против аннексии подал в отставку.
После захвата власти коммунистами в Румынии, Манойлеску был заключен в тюрьму в декабре 1945 г. Находился в заключении без приговора до декабря 1948 года. Освобождённый из тюрьмы, вскоре снова был арестован и заключен в тюрьму Жилавы, затем в Сигете, где и умер.